# Sint-Trudokerk (Laar)

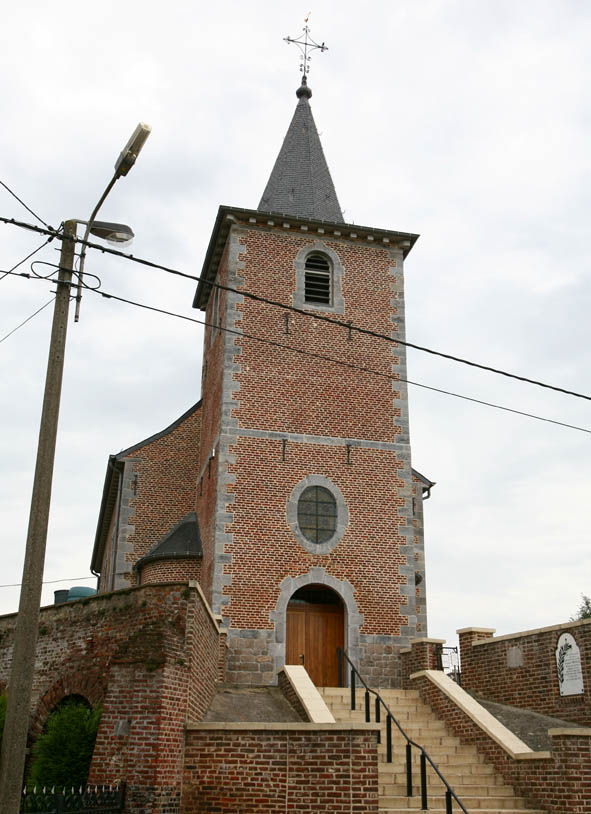
Sint-Trudokerk

De Sint-Trudokerk is de parochiekerk van de tot de Vlaams-Brabantse gemeente Landen behorende plaats Laar, gelegen aan de Heuvelhofstraat.
Deze eenbeukige kerk werd gebouwd in 1774-1775 in classicistische stijl. Hij is gebouwd in baksteen met natuurstenen sierelementen en heeft een voorgebouwde toren en een vlak afgesloten koor. De kerk heeft rondboogvensters.
De kerk is aan Sint-Trudo gewijd die naar verluidt te Laar is geboren.
De kerk heeft een classicistisch interieur en een orgel van 1834 dat werd vervaardigd door Charles Riffart. Er is een 16e-eeuws doopvont, een 15e-eeus Mariabeeld en 18e-eeuwse beelden van de heilige Apollonia, Trudo, Franciscus van Sales en Wivina. Het schilderij De vier Evangelisten wordt toegeschreven aan Erasmus Quellinus.
In en buiten de kerk zijn enkele grafkruisen uit de 17e en 18e eeuw.